# دونالد ویلیام کرست
دونالد ویلیام کرست (انگلیسی: Donald William Kerst؛ زاده ۱ نوامبر ۱۹۱۱ درگذشته ۱۹ اوت ۱۹۹۳) یک فیزیک‌دان در زمینه فیزیک شتاب‌دهنده‌ها اهل ایالات متحده آمریکا بود.